# Jamie Flatters
Jamie Flatters, född 7 juli 2000 i England, är en brittisk skådespelare.
Flatters har bland annat medverkat i filmerna Slaget vid Schelde från 2020 och Avatar: The Way of Water från 2022. Han har även medverkat i TV-serien Close to Me från 2021.

## Filmografi (i urval)
- 2017–2020 – Ord mot ord (TV-serie)
- 2020 – Slaget vid Schelde
- 2021 – Close to Me (TV-serie)
- 2022 – Avatar: The Way of Water